# Exaerete guaykuru
Exaerete guaykuru is een vliesvleugelig insect uit de familie bijen en hommels (Apidae). De wetenschappelijke naam van de soort is voor het eerst geldig gepubliceerd in 2006 door Anjos-Silva & Rebêlo.